# ژول بوکانده
ژول بوکانده (انگلیسی: Jules Bocandé؛ ۲۵ نوامبر ۱۹۵۸ – ۷ مهٔ ۲۰۱۲) بازیکن فوتبال اهل سنگال بود.
از باشگاه‌هایی که در آن بازی کرده‌است می‌توان به باشگاه فوتبال متز، باشگاه فوتبال نیس، باشگاه فوتبال لانس، و باشگاه فوتبال پاری سن ژرمن اشاره کرد.
وی همچنین در تیم ملی فوتبال سنگال بازی کرده‌است.